# Richtlinie 93/16/EWG
Die Richtlinie 93/16/EWG des Rates vom 5. April 1993 zur Erleichterung der Freizügigkeit für Ärzte und zur gegenseitigen Anerkennung ihrer Diplome, Prüfungszeugnisse und sonstigen Befähigungsnachweise (inoffiziell kurz Freizügigkeits-Richtslinie für Ärzte) regelt die gegenseitige Anerkennung der ärztlichen Grund- und Facharztausbildung in den Mitgliedstaaten. Sie ist die maßgebliche Richtlinie für die Migration von Ärzten im europäischen Wirtschaftsraum und sieht die automatische Anerkennung der in der Richtlinie aufgeführten Studienabschlüsse und Facharztbezeichnungen in den Mitgliedstaaten vor. Ärzte mit Facharztausbildungen, die für sein Herkunftsland in der Richtlinie nicht vorgesehen sind, müssen auf Anforderung im Aufnahmestaat vorgeschriebene Weiterbildungsbedingungen erfüllen, d. h. einen entsprechenden Abschluss im Aufnahmestaat erwerben. Weiterbildungszeiten, die bereits im Herkunftsstaat abgeleistet wurden, müssen dabei angerechnet werden.
Die Richtlinie 93/16/EWG und ihre Nachfolger sehen Mindestanforderungen an die ärztliche Grundausbildung und die fachärztliche Weiterbildung vor. Die allgemeinmedizinische Ausbildung wird separat in Titel IV der Richtlinie behandelt, da es hier starke Unterschiede in den spezifischen Voraussetzungen in den Mitgliedstaaten gab. Im Zuge dieser Harmonisierung wurde in Deutschland die Berufsbezeichnung des Praktischen Arztes abgeschafft und durch eine Facharztausbildung zum Allgemeinmediziner ersetzt.
Die Staatsangehörigen der Mitgliedstaaten sind berechtigt, im Aufnahmestaat die in ihrem Herkunftsstaat erworbene Ausbildungsbezeichnung zu führen.
Zum 1. Juni 2002 trat ein Abkommen mit der Schweiz in Kraft, welches die Richtlinie 93/16 unter der Annahme der Schweiz als fiktiver Mitgliedstaat ebenda implementierte. Neben Anpassungen nach der Aufnahme von Österreich, Finnland und Schweden in die EU (1. Mai 2004) wurde die Richtlinie 93/16 mehrfach ergänzt:
- Richtlinie 97/50/EG des Europäischen Parlaments und des Rates vom 6. Oktober 1997 änderte einige Details in verschiedenen Artikeln und führte Artikel 44a ein. Ziel war ein effizientes Änderungsverfahren zu schaffen, um auf Veränderungen bei der medizinischen Ausbildung zeitnah reagieren zu können.
- Richtlinie 98/21/EG der Kommission vom 8. April 1998 führte die Bezeichnung „Arbeitsmedizin“ in Belgien und Luxemburg ein und änderte die in den Niederlanden verwendete Bezeichnung. Daneben wurde für Schweden die Bezeichnung „Socialmedicin“ ergänzt.
- Richtlinie 98/63/EG der Kommission vom 3. September 1998 änderte einige Facharztbezeichnungen in den Mitgliedstaaten, vor allem in Großbritannien.
- Richtlinie 99/46/EG der Kommission vom 21. Mai 1999 änderte auf Antrag von Italien verschiedene Facharztbezeichnungen für dieses Land.
- Richtlinie 2001/19/EG des Europäischen Parlaments und des Rates vom 14. Mai 2001 verbesserte die Freizügigkeit für Ärzte durch Vereinfachung oder Abschaffung von Eignungsprüfungen oder verlangter Berufserfahrung. Weiterhin sollte die Rechtssicherheit für Abschlüsse aus Drittländern verbessert werden und die automatische Anerkennung von Befähigungsnachweisen wurde auch auf andere medizinische Berufe wie Apotheker, Zahnärzte oder Krankenschwestern ausgeweitet.

Die Richtlinie 93/16/EWG wurde am 19. Oktober 2007 außer Kraft gesetzt und durch die Richtlinie 2005/36/EG ersetzt.